# Henri Alfred Jacquemart

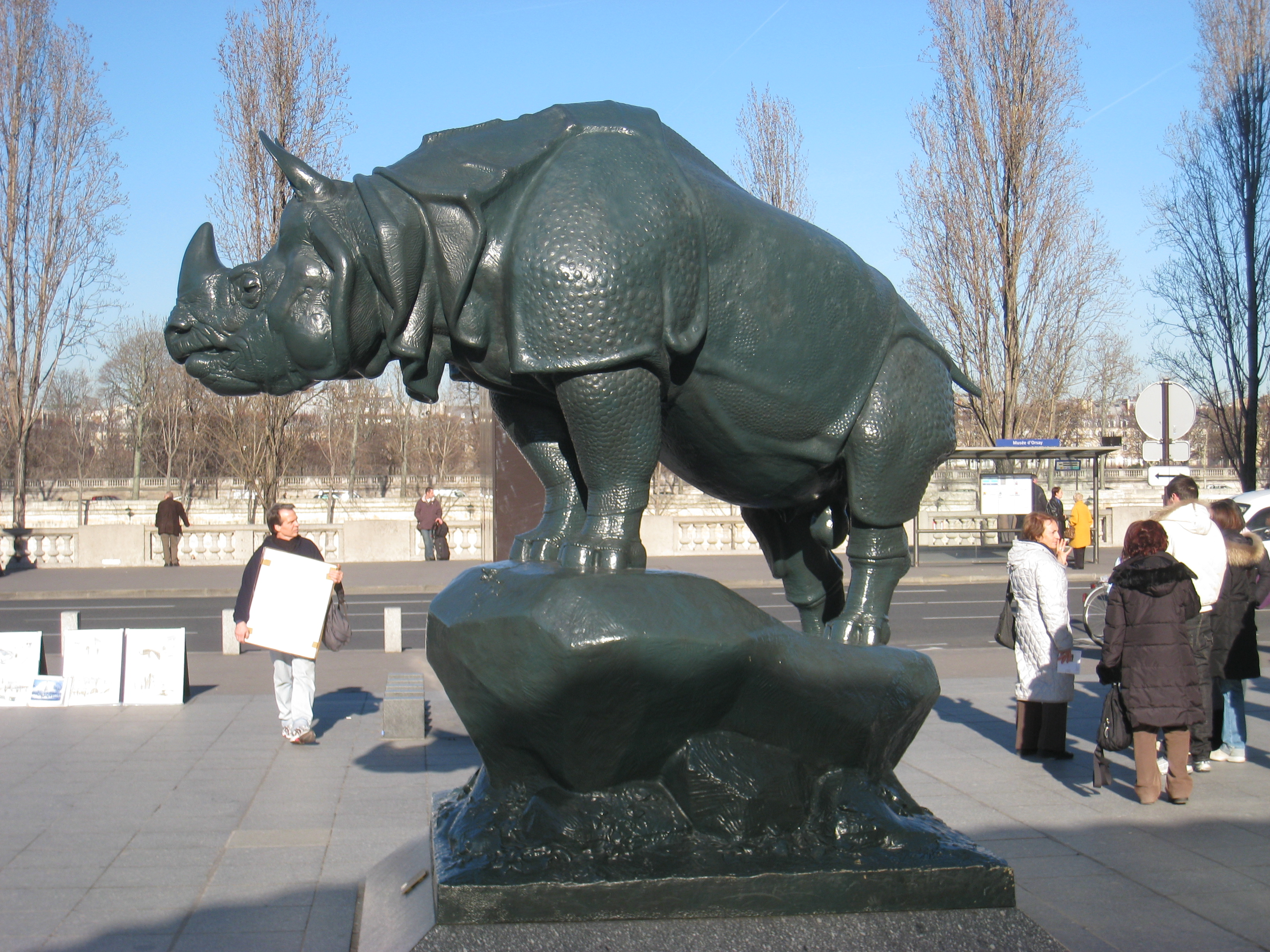
Rinoceronte, por Alfred Jacquemart, junto al Musee d'Orsay, París.

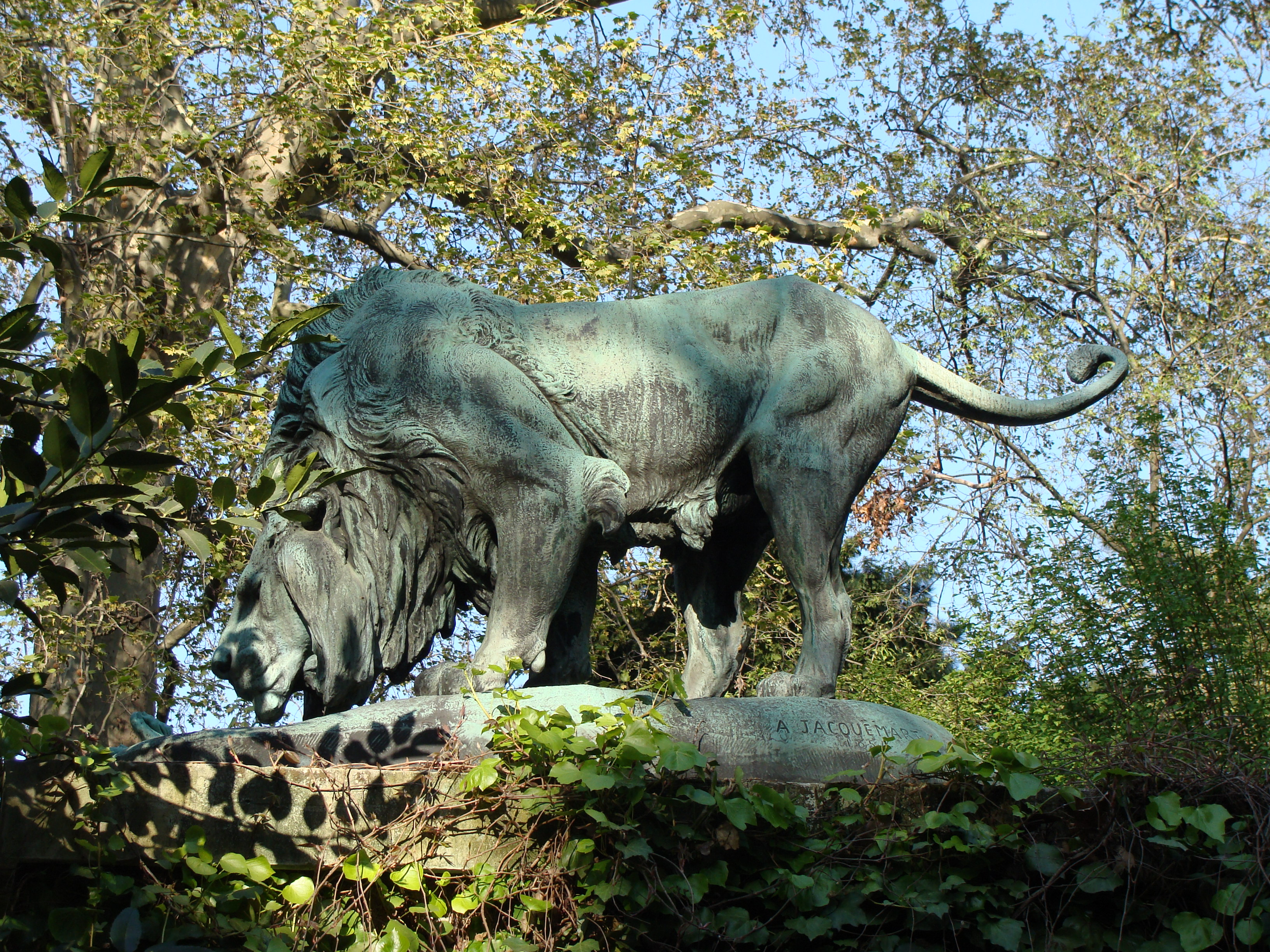
Uno de los dos leones de bronce en el "Jardin des Plantes de Paris".

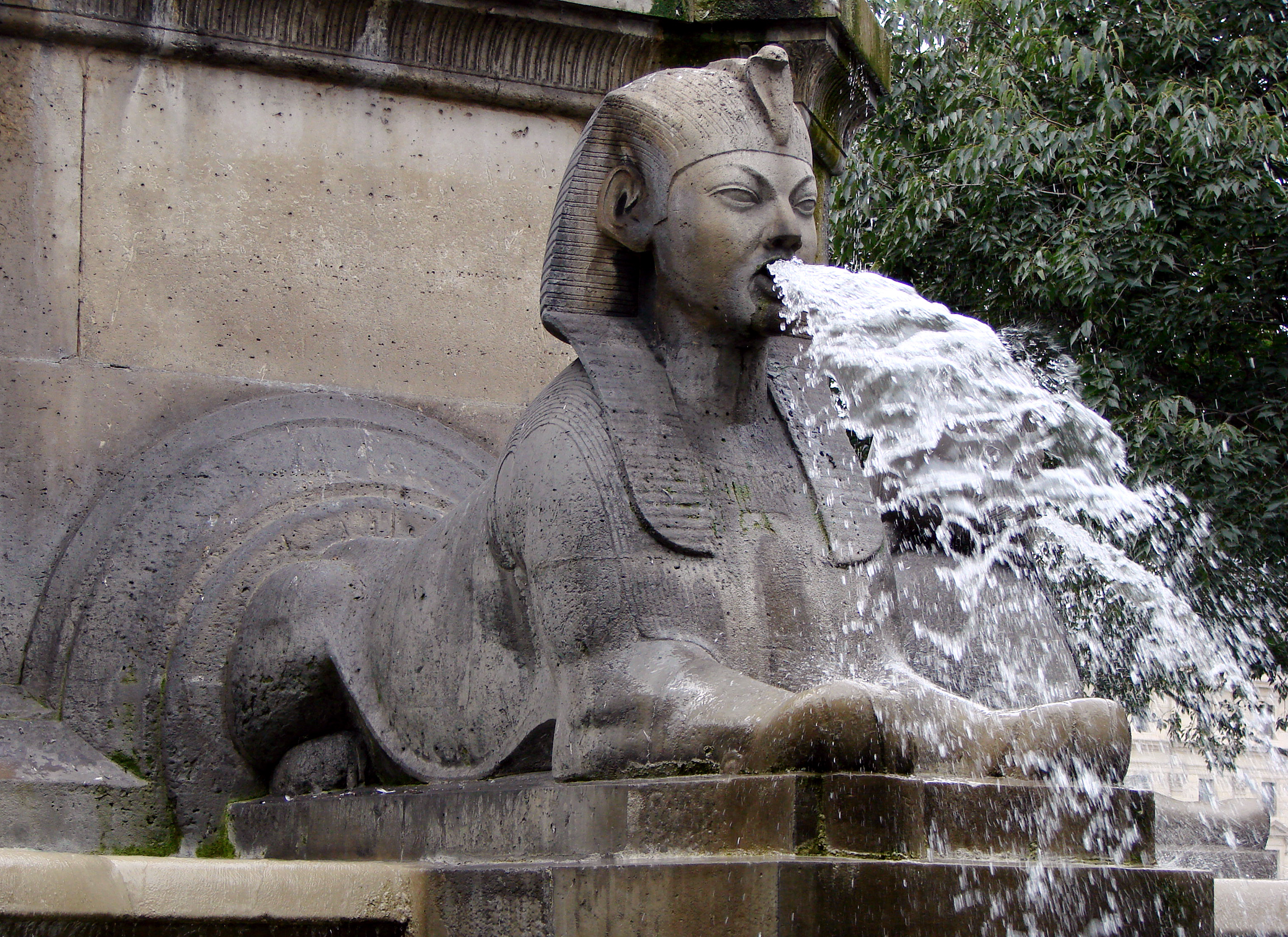
Sphinxes (Esfinges), Fontaine du Palmier, 1858.

Henri Alfred Marie Jacquemart (París, 24 de febrero de 1824-4 de enero de 1896), frecuentemente conocido como Alfred Jacquemart, fue un notable escultor francés conocido primordialmente por sus esculturas de animales.
Jacquemart nació en París, estudió pintura y escultura en la École des Beaux-Arts como pupilo de Paul Delaroche, exhibió trabajos en el salón de París a partir de 1847-1879, y recibió un gran número de honores. Jacquemart viajó por Egipto y Turquía, y fue comisionado por la ciudad de Alejandría, Egipto, para crear una estatua colosal de Mohamed Alí de Egipto. En última instancia, sin embargo, ganó su reputación por sus muchos monumentos en Francia. En 1870 Jacquemart fue nombrado caballero de la Légion d' honneur. 

## Obras
- Sphinxes, La Fontaine du Palmier, Place du Châtelet, 1858.
- Virrey Mohammed Ali, Alejandría, ordenado en abril de 1869.
- Cuatro leones por Jacquemart, su significado originalmente era como para defender al protector la estatua de Mohammed Ali, pero cebados y alargados por dos metros y colocados en las entradas opuestas del puente de Qasr al-Nil, El Cairo.
- Soliman Pasha (1788-1860), 1874.
- Mohammed Laz-oglou Bey, Cairo, 1874-5.
- Cazador y perros, Beverly Hills (California), fecha desconocida. Originalmente en el  Château-Thierry, fue instalado en Beverly Hills en 1925 en el día del armisticio para conmemorar a un residente local que fue muerto en la batalla de Château-Thierry (1918). La placa inscrita deletrea el nombre de Jacquemart mal y confunde sus fechas de nacimiento y muerte.
- Los Perros de Santa Ana, obras en hierro ubicadas en la Plaza Mayor de Santa Ana en Las Palmas de Gran Canaria. Aún se pueden leer sus iniciales, A.J., en las esculturas, ubicadas desde el año 1895 en esta emblemática plaza.